# Tag der Freiheit! – Unsere Wehrmacht
Tag der Freiheit! – Unsere Wehrmacht ist ein NS-Propagandafilm von Leni Riefenstahl über den siebten Reichsparteitag der NSDAP („Reichsparteitag der Freiheit“), der vom 10. bis zum 16. September 1935 auf der Nürnberger Zeppelinwiese stattfand. Er ist der letzte Teil von Riefenstahls Parteitags-Trilogie und reiht sich an die Vorgänger Der Sieg des Glaubens und Triumph des Willens an.

## Historischer Hintergrund
Der Film wurde anlässlich der Wiedereinführung der allgemeinen Wehrpflicht produziert. Zielgruppe waren zunächst die neu einberufenen Rekruten.
Im Kern des als Dokumentarfilm angelegten Propagandafilms steht die Demonstration der wiedergewonnenen militärischen Stärke des Deutschen Reiches seit der „Machtergreifung“ der Nazis 1933.
Ein Grund für die Entstehung von Tag der Freiheit! war die Tatsache, dass die militärischen Übungen und die Bedeutung der Wehrmacht nach Meinung der Auftraggeber nicht in einem angemessenen Rahmen im Film Triumph des Willens dargestellt wurden, worüber sowohl die Wehrmacht als auch Adolf Hitler zutiefst verärgert waren. Riefenstahl machte daraufhin den Vorschlag, einen Kurzfilm über die Wehrmacht zu drehen, der von Hitler abgelehnt wurde. Trotzdem schickte sie Willi Zielke und vier weitere Kameraleute nach Nürnberg, wo die Wehrmacht ihre große Show zelebrierte. Zielke drehte und edierte den Film, Riefenstahl nahm eine Redaktion vor, und der Film lief dann unter Riefenstahls Namen. Die erste Vorführung fand im privaten Kreis mit Hitler, Goebbels und Vertretern der Wehrmacht Ende Dezember 1935 in der Berliner Reichskanzlei statt. Der Film wurde von seinem ausgewählten Publikum sehr positiv aufgenommen. Die offizielle Premiere ist auf den 30. Dezember 1935 im Ufa-Palast am Zoo in Berlin datiert. Von insgesamt 17.000 Metern Film verwendete die Regisseurin 760 Meter für das mit 28 Minuten kürzeste Werk der Parteitagstrilogie.

## Inhalt des Films
Der Film veranschaulicht die Schaumanöver der Wehrmacht auf dem Nürnberger Zeppelinfeld und zeigt Panzer, Flugzeuge am Himmel und mehr als 14.000 Soldaten aller Waffengattungen.
Der 28-minütige Kurzfilm lässt sich in fünf Handlungsstränge unterteilen:
1. Stimmungsbilder aus dem Zeltlager der Soldaten
2. Kavallerie auf dem Weg zur Zeppelinwiese
3. Die Rede Adolf Hitlers
4. Militärparade
5. Schaukämpfe auf der Zeppelinwiese

Als symbolisches Finale wählte Leni Riefenstahl das Bild einer Fliegerstaffel aus, die sich am Himmel zu einem Hakenkreuz formiert hatte. Trotz der geringen Dauer zeigt Riefenstahl in Tag der Freiheit! die längste Rede von Adolf Hitler in der Parteitagstrilogie. Hitler gab vor, dass die Wehrmacht nur zur Bewahrung des Friedens diene. Er nutzte diese taktische Heuchelei, um die Öffentlichkeit zu beruhigen. Durch die in ihren Filmen häufig verwendete Untersicht ließ Riefenstahl Adolf Hitler visuell zu einer Art Halbgott aufsteigen. Der Parteitag sollte die wiedergewonnene militärische Stärke des Deutschen Reiches zum Ausdruck bringen.

## Intention und Wirkung
Die Intention von Tag der Freiheit! ist die Darstellung einer romantischen Soldatenidylle. Der Film veranschaulicht einen triumphierenden Militarismus mit dem Ziel, das Selbstbewusstsein der Deutschen durch neue militärische Stärke zu festigen und die Bevölkerung an den Gedanken eines Krieges zu gewöhnen. Zudem sollte die Wehrbereitschaft und die Militarisierung somit popularisiert werden. Die Paraden, Appelle und die spektakulären Schaukämpfe hatten die Absicht, der Öffentlichkeit ein Gefühl von nationaler Macht zu vermitteln. Des Weiteren trug die wiedererlangte „Waffenehre“ zu einer Reduzierung der Demütigung bei, die manche durch den Versailler Vertrag infolge des Ersten Weltkrieges meinten erlitten zu haben.
Tag der Freiheit! war für propagandistische Zwecke vielseitig einsetzbar. Der Film konnte sowohl die neue Stärke der deutschen Wehrmacht, aber auch gleichzeitig die noch vorhandene Schwäche im Vergleich mit anderen Nationen darstellen, je nachdem welcher Zusammenhang als nützlich erschien.
Typisch für die Riefenstahlsche Weltwahrnehmung ist das Nicht-Thematisieren der politischen Beschlüsse des Parteitags. So wurden durch Reichstagspräsident Hermann Göring die Nürnberger Rassengesetze („Gesetz zum Schutze des deutschen Blutes und der deutschen Ehre“) auf dem „Parteitag der Freiheit“ verkündet, durch welche die Juden alle ihre staatsbürgerlichen Rechte verloren und aus dem Staats-, Wirtschafts- und Kulturleben ausgeschlossen wurden. Leni Riefenstahl verschwieg dieses rassistische Element in ihrem Film.

## Kopien
„Tag der Freiheit!“ galt lange Zeit als verschollen, ehe der Film Anfang der 1970er Jahre in US-amerikanischen und sowjetischen Archiven auftauchte.
Die Restaurierung des Films aus dem Bundesarchiv Berlin wurde 2020 von der Filmförderungsanstalt im Rahmen des Förderprogramms Filmerbe mit 18.601,90 Euro gefördert.
Enthalten ist der Film als DVD mit umfangreichem Bonusmaterial (Länge insgesamt 54 min) als Teil 4 der Leni-Riefenstahl-Kassette der Edition originele versie.